# Пам'ятник Штефану Великому
 Пам'ятник Штефану Великому — пам'ятник молдавському воєводі Штефану III в Кишиневі, Молдова. Один з головних пам'ятників міста і символів країни.

## Історія
Пам'ятник господарю Молдови, який правив з 12 квітня 1457 року по 2 липня 1504 року Штефану III встановлений біля головного входу в парк Штефана Великого зі сторони Площі Великого Національного Зібрання, на бульварі Штефана Великого в Кишиневі.
Штефан III зображений в короні та багатому одязі молдавського господаря. Матеріалом для постамента послужив камінь з села Косеуць Сороцького району.
В 1923 році скульптору Александру Племедяле запропоновано Мертом розробити проект пам'ятника Штефану III. За основу для роботи над портретом скульптор взяв мініатюру, датовану 1475 роком, знайдену ним в Хуморському монастирі (на території сучасної Румунії), зображення на якій вважалось написаним з натури.
У 1927 році пам'ятник відлито в бронзі і встановлено в одному з найстаріших парків Кишинева (нині парк Штефана Великого). Архітектурне оформлення монумента виконано по проекту Є. А. Бернардацці.
У 1940 році один з прихильників Штефана Великого серед румунських генералів наполіг на тому, щоб пам'ятник зняли і перевезли в Румунію. Монумент встановили у місті Васлуй, поблизу церкви святого Іоанна, побудованої Штефаном III. В Кишиневі п'єдестал пам'ятника взірвали.
У 1942 році пам'ятник повернули Кишиневу, а в 1944 році знову відправили в Румунію. У 1945 році його випадково знайшла в лісопарку учениця А. Племедяле, скульптор К. С. Кобізева. Пам'ятник виглядав з-під снігу. Вона повідомила про це полковнику Ворошилову. Невдовзі пам'ятник відправили до Кишинева. 23 червня 1945 року обговорювалось питання про відновлення пам'ятника. Він став одним з перших об'єктів, що відновленні в повоєнному Кишиневі.

## Галерея

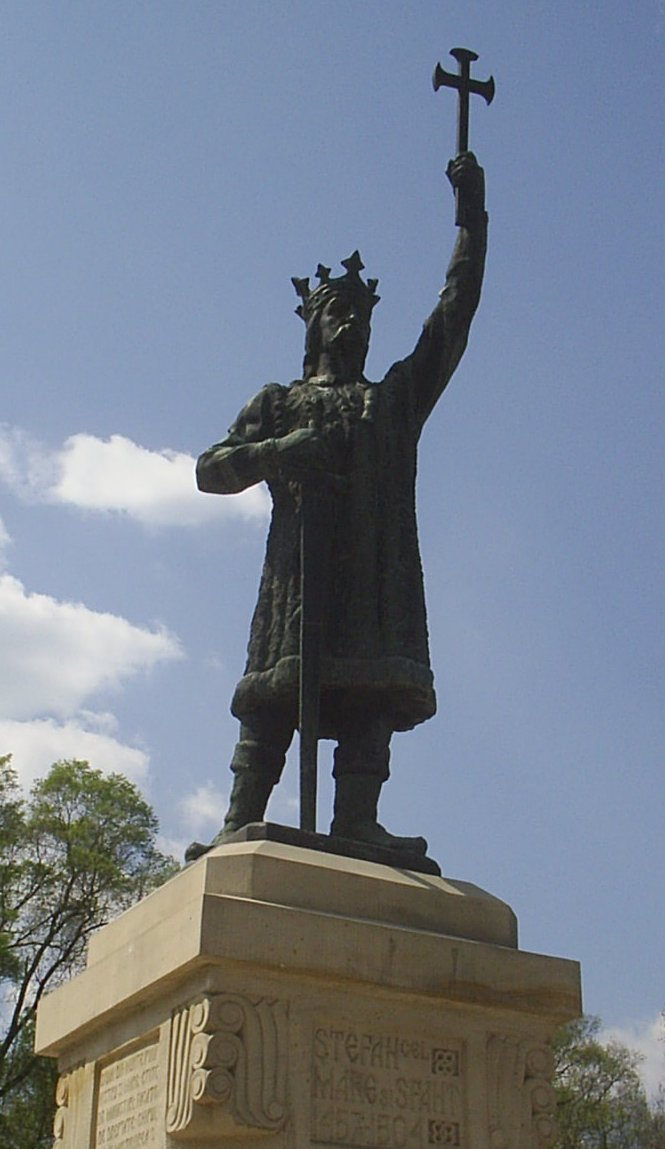
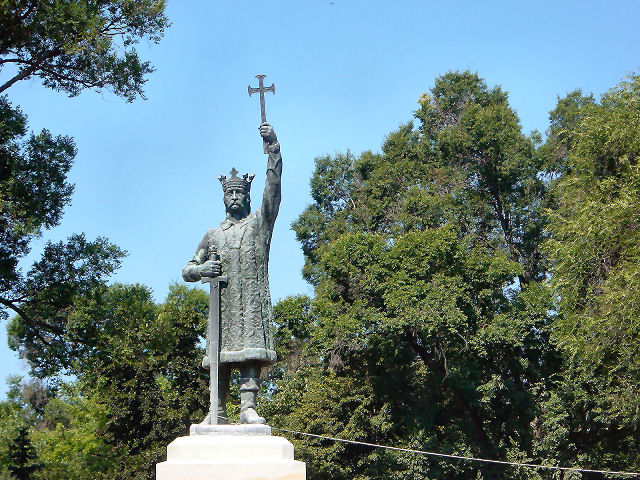
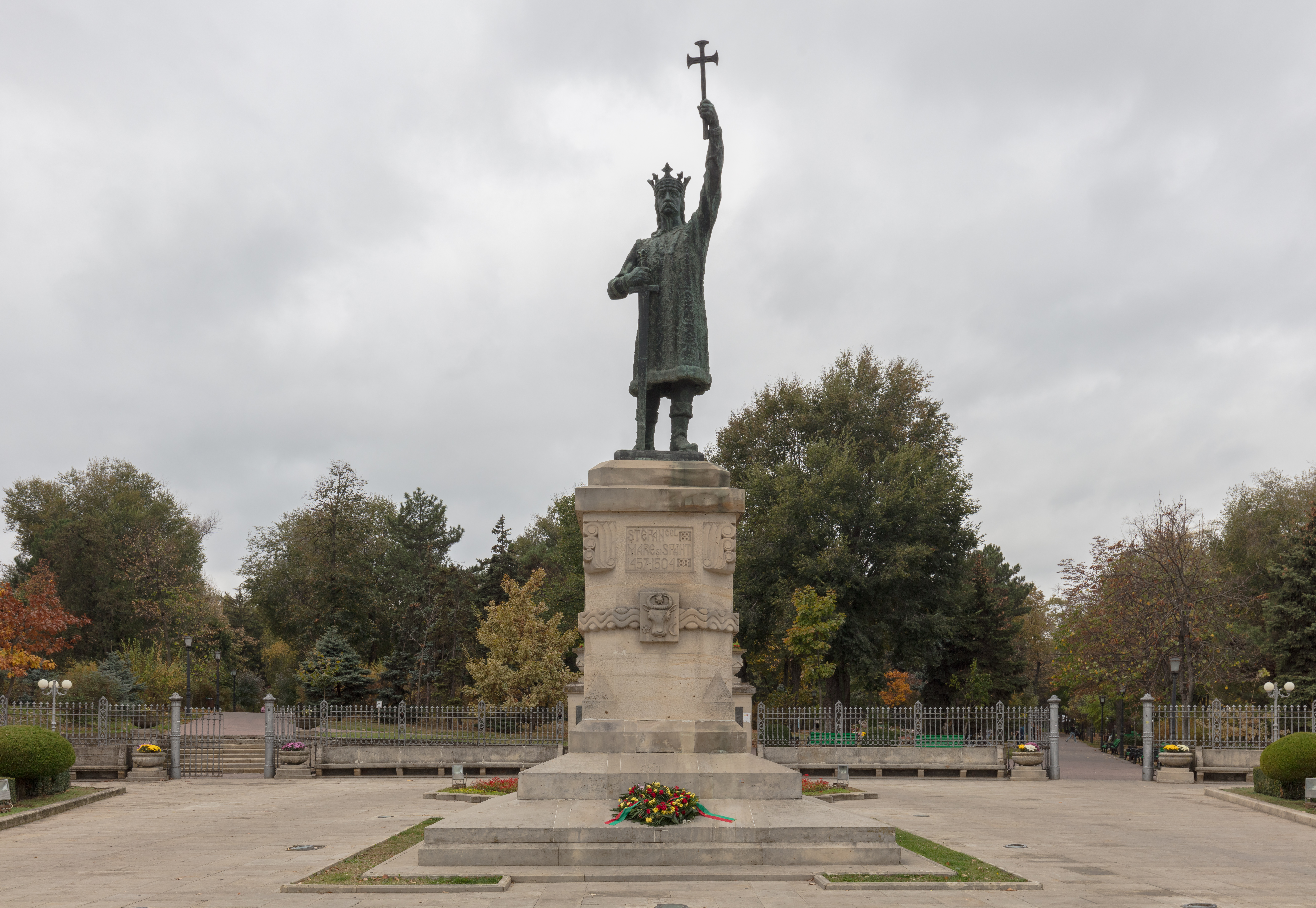
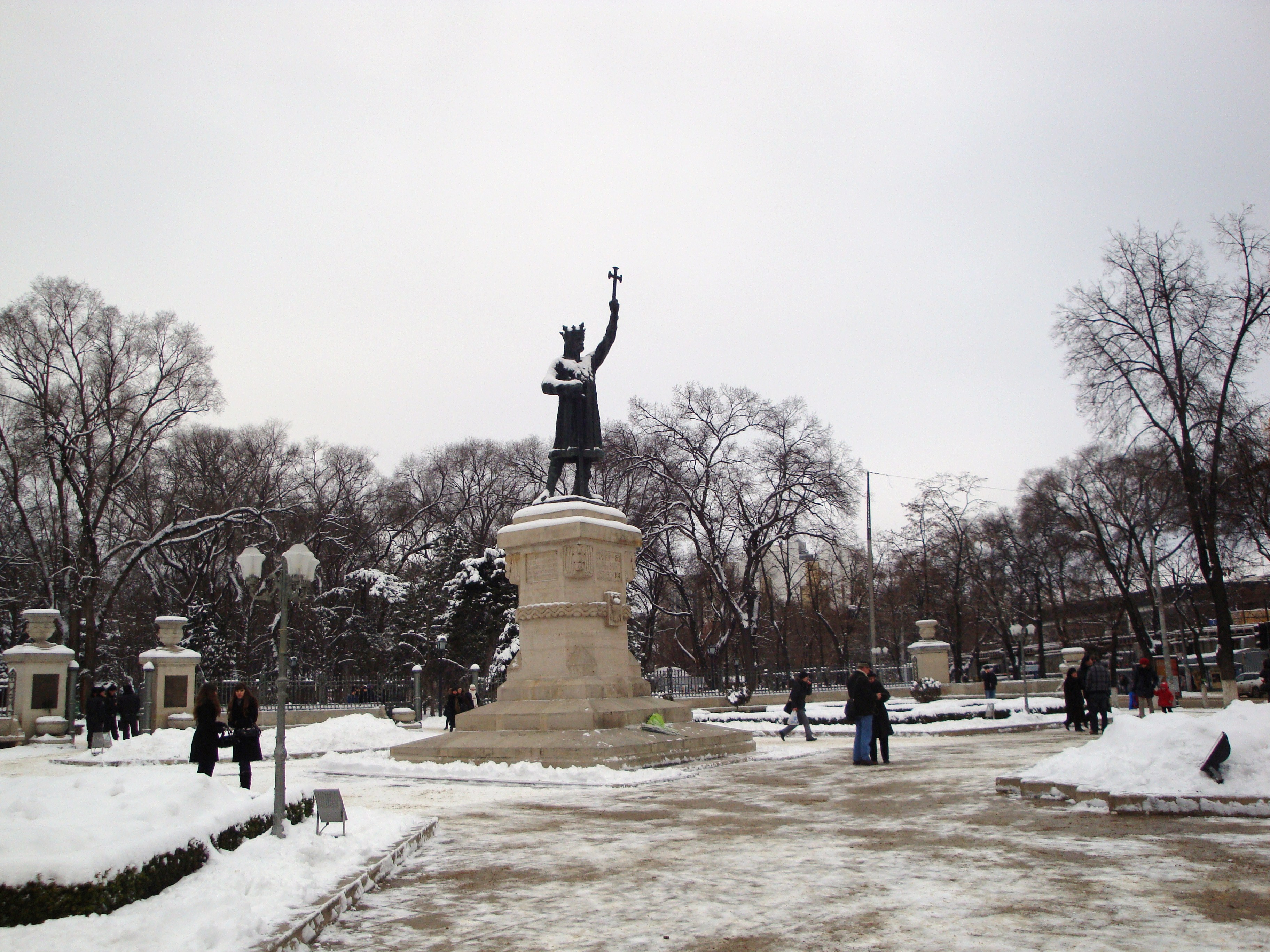
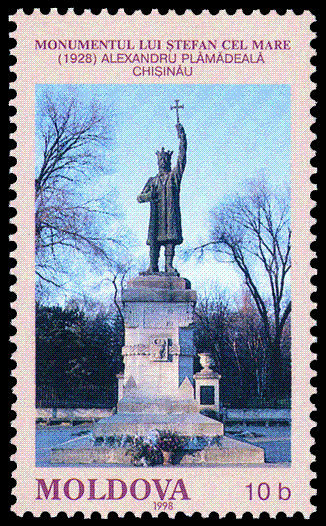
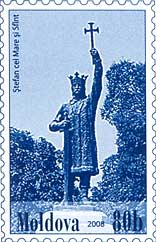
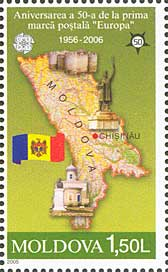

## Послання
- Памятник Штефану [Архівовано 19 липня 2014 у Wayback Machine.]

1. 1 2  Registrul Monumentelor Republicii Moldova
2. ↑  LEGE Nr. 148 din 20.07.2018 privind aprobarea Registrului național al monumentelor de for public — 2018.